# Point Pedro
Point Pedro (Tamil பருத்தித்துறை Paruthithurai, singhalesisch පේදුරු තුඩුව Peduru Thuduwa) ist eine Stadt in Jaffna District, Northern Province, auf Sri Lanka. Laut dem Zensus von 2012 hat die Stadt 12.334 Einwohner.
Die auffälligsten Bauwerke sind der 1916 gebaute Leuchtturm und ein Sendeturm der Marine Sri Lankas.

## Name
Der Name Point Pedro leitet sich ab von dem portugiesischen Punta das Pedras (= felsige Spitze), der sich auf die felsige Küste der Halbinsel bezieht.

## Persönlichkeiten
- Thumilan Selvakumaran (* 1982), deutscher Journalist und Redakteur